# Chamaelycus parkeri
Chamaelycus parkeri är en ormart som beskrevs av Angel 1934. Chamaelycus parkeri ingår i släktet Chamaelycus och familjen snokar. Inga underarter finns listade i Catalogue of Life.
Arten förekommer från Kongo-Brazzaville över Kongo-Kinshasa till Angola. Honor lägger ägg.